# Hemiteles lapidescens
Hemiteles lapidescens là một loài tò vò trong họ Ichneumonidae.